# Vallant-Saint-Georges
Vallant-Saint-Georges é uma comuna francesa na região administrativa de Grande Leste, no departamento de Aube. Estende-se por uma área de 17,86 km². Em 2010 a comuna tinha 401 habitantes (densidade: 22,5 hab./km²).